# Kampuksen Dynamo
Il Kampuksen Dynamo è una squadra finlandese di calcio a 5, fondata nel 1995 con sede a Jyväskylä.

## Palmarès
- Campionato finlandese: 5

2017-18, 2018-19, 2020-21, 2021-22, 2022-23
- Coppa di Finlandia: 2

2012-13, 2018
- Supercoppa della Finlandia: 2

2012, 2018